# Leucospis egaia
Leucospis egaia är en stekelart som beskrevs av Walker 1862. Leucospis egaia ingår i släktet Leucospis och familjen Leucospidae. Inga underarter finns listade i Catalogue of Life.